# Norwegische Meisterschaften in der Nordischen Kombination 2020/21

Norwegischer Skiverbund

Die norwegischen Meisterschaften in der Nordischen Kombination 2020/21 sollten zweigeteilt zum Saisonbeginn in Beitostølen sowie als Saisonabschluss in Trondheim stattfinden. Der Sprung- und Langlauf der Meisterschaftswettbewerbe nach der Gundersen-Methode wurden selbst an verschiedenen Terminen abgehalten, sodass bereits am 3. und 4. Oktober auf der mit Matten belegten Schanzen des Trondheimer Granåsen Skisenters die Sprungdurchgänge durchgeführt wurden, ehe am Wochenende des 21. und 22. November in Beitostølen der Langlauf auf Schnee stattfand. Der zweite Teil der Meisterschaften beinhaltet Massenstart- und Teamsprint-Wettbewerbe und sollten vom 25. bis 27. März ausgetragen werden. Am 18. März sagte der norwegische Skiverband die Meisterschaften ab, wobei ein späterer Termin geprüft wurde. Die ersten Entscheidungen fielen im Gundersen über die Kurzdistanz (Sprints) an die jeweilig favorisierten Sporttreibenden Jarl Magnus Riiber und Gyda Westvold Hansen. Tags darauf gewann Westvold Hansen auch den zweiten Gundersen-Wettbewerb, wohingegen sich Espen Bjørnstad bei den Männern durchsetzen konnte.

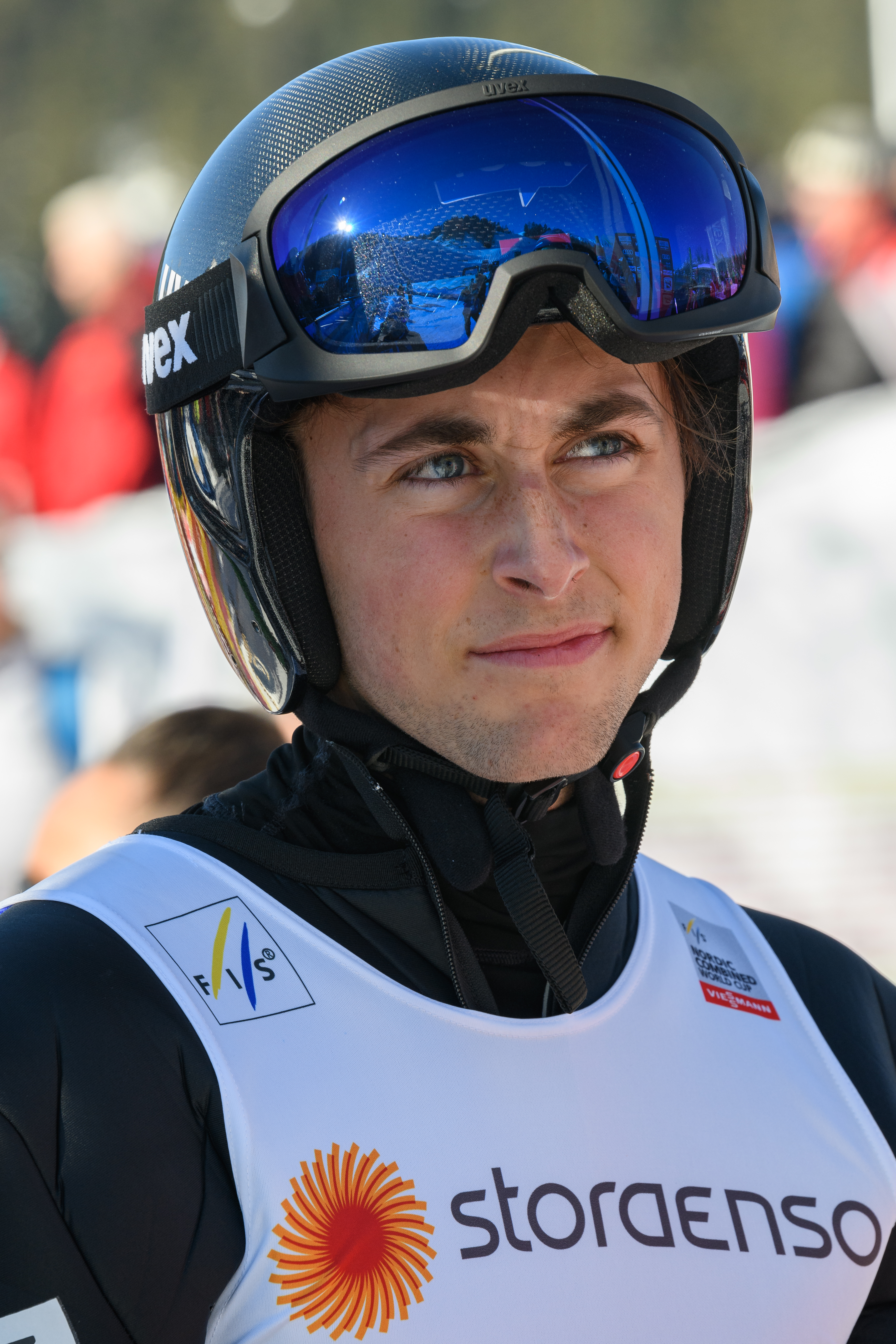
Jarl Magnus Riiber
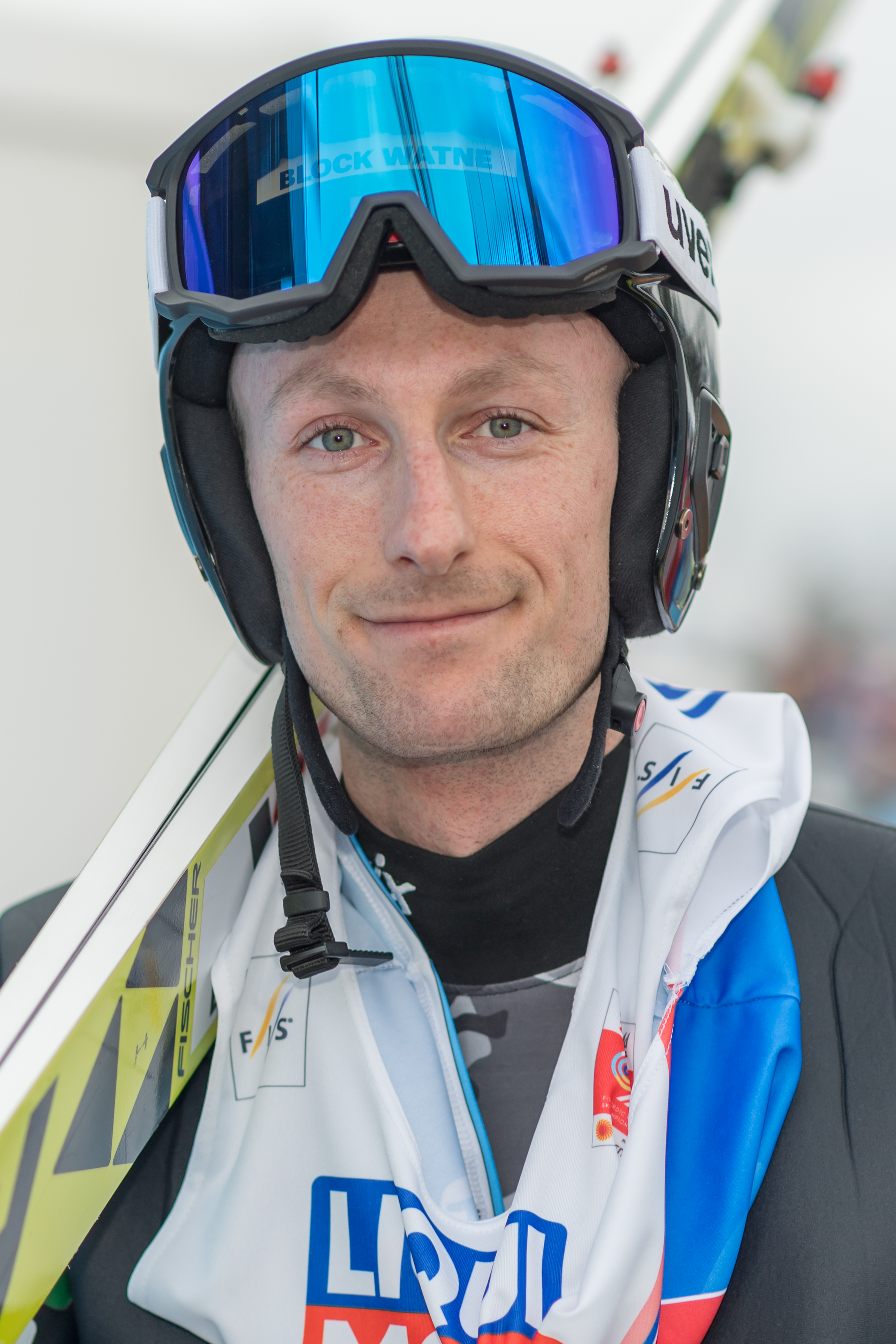
Espen Bjørnstad
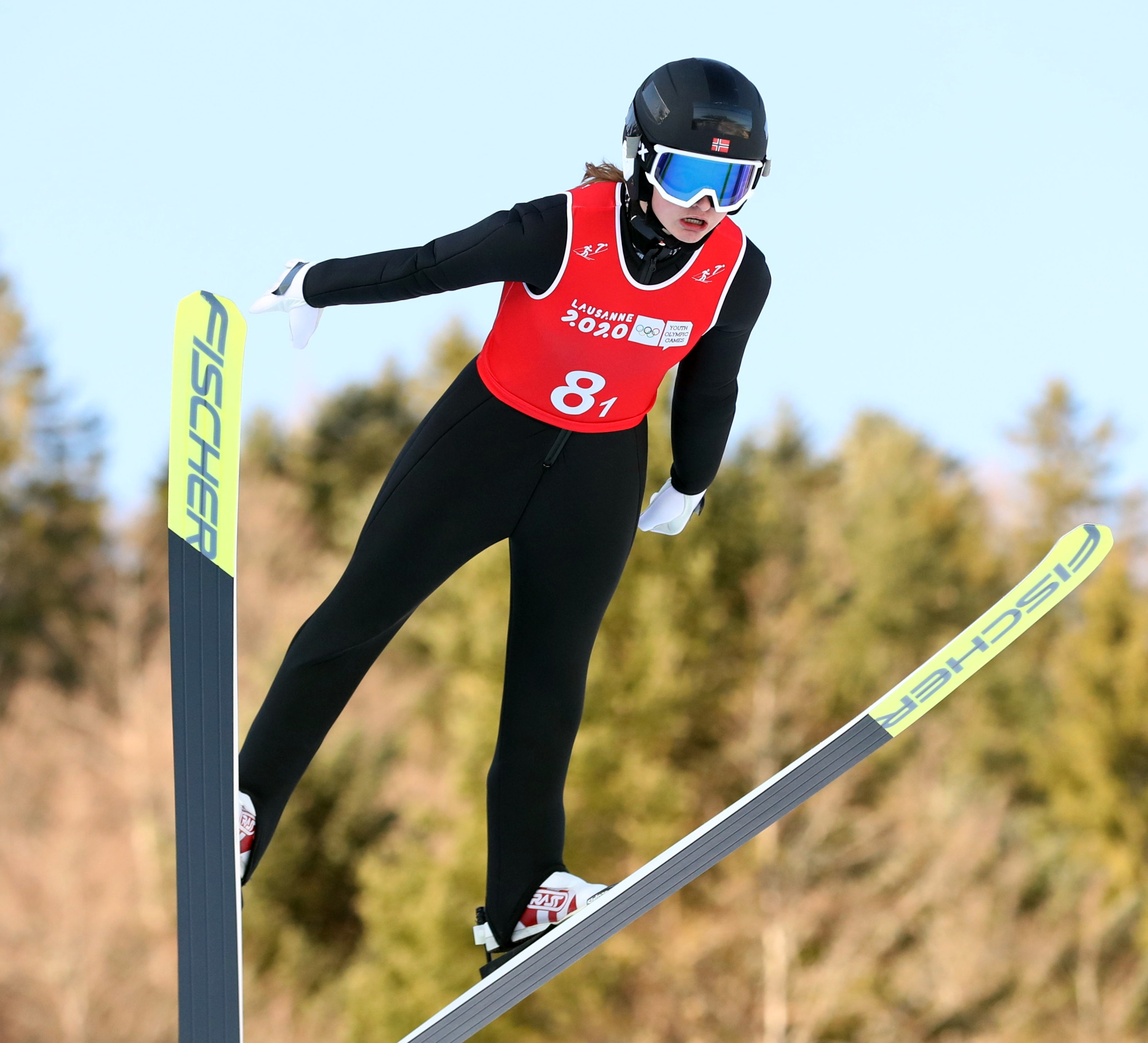
Gyda Westvold Hansen

## Ergebnisse Männer

### Sprint (K 124 / 5 km)
Der Sprint fand am 3. Oktober und 21. November 2020 nach der Gundersen-Methode und über fünf Kilometer statt. Der Sprunglauf wurde auf der Granåsen-Großschanze (K 124) in Trondheim veranstaltet, wohingegen die zwei Runden à 2500 Meter in der Beitostølen Skiarena gelaufen wurden. Die Loipe wies eine Höhendifferenz von 29 Metern sowie einen Gesamtanstieg von 71 Metern auf. Für den Sprungdurchgang waren 36 Athleten gemeldet, jedoch gingen drei Sportler nicht an den Start. Den weitesten Satz des Wettbewerbs zeigte der Este Kristjan Ilves mit einer Weite von 140,5 Metern. Dennoch lag Jarl Magnus Riiber mit einem umgerechneten Vorsprung von 17 Sekunden nach dem Sprungdurchgang in Führung, da dieser von einer niedrigeren Startluke abgewunken wurde und darüber hinaus bessere Haltungsnoten erhielt. Diese Führung gab Riiber nicht mehr ab und gewann so einen weiteren Meistertitel. Zum Langlauf waren nur noch 17 Athleten an den Start gegangen.
| Platz | Name                  | Verein            | Sprungpunkte | Rückstand |
| ----- | --------------------- | ----------------- | ------------ | --------- |
| 01.   | Jarl Magnus Riiber    | IL Heming         | 159,3        | 13:40,2   |
| 02.   | Jørgen Graabak        | Byåsen IL         | 146,9        | +0:34,6   |
| 03.   | Espen Bjørnstad       | Byaasen Skiklubb  | 147,9        | +0:41,8   |
| 04.   | Kristjan Ilves        | Elva Suusaklubi   | 155,1        | +0:47,4   |
| 05.   | Harald Johnas Riiber  | IL Heming         | 153,5        | +1:08,2   |
| 06.   | Einar Lurås Oftebro   | IL Jardar         | 132,1        | +1:34,7   |
| 07.   | Jens Lurås Oftebro    | IL Jardar         | 132,4        | +1:36,0   |
| 08.   | Espen Andersen        | Lommedalen IL     | 136,8        | +1:37,4   |
| 09.   | Andreas Skoglund      | Molde og Omegn IF | 110,8        | +3:23,3   |
| 10.   | Leif Torbjørn Næsvold | Røykenhopp        | 109,0        | +3:34,0   |
| 11.   | Magnus Krog           | Høydalsmo IL      | 105,8        | +3:48,1   |
| 12.   | Simen Kvarstad        | Byåsen IL         | 107,5        | +4:02,3   |
| 13.   | Emil Ottesen          | Gausdal Skilag    | 092,1        | +4:59,9   |
| 14.   | Aleksander Skoglund   | Molde og Omegn IF | 085,5        | +5:12,1   |
| 15.   | Carter Brubaker       |                   | 085,4        | +6:09,0   |

### Gundersen (K 124 / 10 km)
Der Einzelwettkampf nach der Gundersen-Methode und über zehn Kilometer fand am 4. Oktober und 22. November 2020 in Trondheim und Beitostølen statt. Nachdem noch 31 Athleten beim Sprungdurchgang vom Balken gegangen sind, gingen nur noch 22 Sportler im Langlauf an den Start. Die beste Sprungleistung zeigte der spätere Meister Espen Bjørnstad, wohingegen die beste Laufzeit Jørgen Graabak erzielte.
| Platz | Name                  | Verein            | Sprungpunkte | Laufzeit | Rückstand |
| ----- | --------------------- | ----------------- | ------------ | -------- | --------- |
| 01.   | Espen Bjørnstad       | Byaasen Skiklubb  | 115,5        | 27:37,3  | 27:37,3   |
| 02.   | Jarl Magnus Riiber    | IL Heming         | 098,9        | 26:47,8  | +0:16,5   |
| 03.   | Jens Lurås Oftebro    | IL Jardar         | 103,3        | 27:05,7  | +0:17,4   |
| 04.   | Jørgen Graabak        | Byåsen IL         | 097,3        | 26:47,0  | +0:22,7   |
| 05.   | Kristjan Ilves        | Elva Suusaklubi   | 110,1        | 27:50,5  | +0:35,2   |
| 06.   | Harald Johnas Riiber  | IL Heming         | 104,4        | 28:12,1  | +1:18,8   |
| 07.   | Einar Lurås Oftebro   | IL Jardar         | 079,8        | 27:02,5  | +1:48,2   |
| 08.   | Andreas Skoglund      | Molde og Omegn IF | 087,1        | 27:34,1  | +1:50,8   |
| 09.   | Espen Andersen        | Lommedalen IL     | 099,9        | 28:28,0  | +1:52,7   |
| 10.   | Simen Tiller          | Moelven IL        | 091,2        | 28:35,0  | +2:34,7   |
| 11.   | Leif Torbjørn Næsvold | Røykenhopp        | 068,1        | 27:02,6  | +2:35,3   |
| 12.   | Jakob Eiksund Sæthre  | Fossum IF         | 064,1        | 26:49,8  | +2:38,5   |
| 13.   | Kasper Moen Flatla    | IL Jardar         | 073,5        | 28:12,3  | +3:23,0   |
| 14.   | Lars Buraas           | Hurdal IL         | 048,7        | 26:54,3  | +3:44,0   |
| 15.   | Emil Ottesen          | Gausdal Skilag    | 061,1        | 28:12,0  | +4:12,7   |

## Ergebnisse Frauen

### Sprint (K 90 / 2,5 km)
Der Sprint fand am 3. Oktober und 21. November 2020 nach der Gundersen-Methode und über zweieinhalb Kilometer statt. Der Sprunglauf wurde auf der Granåsen-Normalschanze (K 90) in Trondheim veranstaltet, wohingegen die 2580 Meter lange Runde in der Beitostølen Skiarena gelaufen wurden. Die Loipe wies eine Höhendifferenz von 29 Metern sowie einen Gesamtanstieg von 71 Metern auf. Für den Sprungdurchgang waren zwölf Athletinnen gemeldet, jedoch ging eine Sportlerin nicht an den Start. Den weitesten Satz des Wettbewerbs zeigte der Gyda Westvold Hansen mit einer Weite von 92,0 Metern. Die Westvold Hansen und die Leinan-Lund-Schwestern sprangen dabei von Startluke elf, während die anderen Teilnehmerinnen von der Luke 16 starteten. Beim Langlauf gingen nur noch neun Athletinnen an den Start. Der Sieg war Westvold Hansen nicht mehr zu nehmen.
| Platz | Name                    | Verein               | Sprungpunkte | Rückstand |
| ----- | ----------------------- | -------------------- | ------------ | --------- |
| 01.   | Gyda Westvold Hansen    | IL Nansen            | 145,4        | 08:07,8   |
| 02.   | Marte Leinan Lund       | Tolga IL             | 110,2        | +1:46,7   |
| 03.   | Hanna Midtsundstad      | Vaaler IL            | 088,9        | +2:41,0   |
| 04.   | Mari Leinan Lund        | Tolga IL             | 089,3        | +2:50,0   |
| 05.   | Mille Moen Flatla       | Hasslum IL           | 101,6        | +2:55,0   |
| 06.   | Ida Marie Hagen         | Hasslum IL           | 069,8        | +4:04,9   |
| 07.   | Oda Leiråmo             | Bossmo og Ytteren IL | 067,2        | +4:05,8   |
| 08.   | Mille Marie Hagen       | Hasslum IL           | 066,0        | +4:39.3   |
| 09.   | Thea Øihaugen           | Gausdal Skilag       | 076,4        | +4:40.2   |
| DNS   | Josefine Løken          | Askim IF             | 015,6        | DNS       |
| DNS   | Mariell Østlie Gjendahl | Askim IF             | 000,0        | DNS       |

### Gundersen (K 90 / 5 km)
Der Einzelwettkampf nach der Gundersen-Methode und über fünf Kilometer fand am 4. Oktober und 22. November 2020 in Trondheim und Beitostølen statt. Nachdem noch elf Athletinnen beim Sprungdurchgang vom Balken gegangen sind, gingen nur noch neun Sportlerinnen im Langlauf an den Start. Die beste Sprungleistung zeigte die spätere Meisterin Gyda Westvold Hansen, wohingegen die beste Laufzeit Marte Leinan Lund erzielte.
| Platz | Name                    | Verein               | Sprungpunkte | Laufzeit | Rückstand |
| ----- | ----------------------- | -------------------- | ------------ | -------- | --------- |
| 01.   | Gyda Westvold Hansen    | IL Nansen            | 149,4        | 16:38,9  | 16:38,9   |
| 02.   | Mari Leinan Lund        | Tolga IL             | 137,2        | 17:04,4  | +1:14,5   |
| 03.   | Marte Leinan Lund       | Tolga IL             | 114,8        | 16:21,7  | +2:00,8   |
| 04.   | Hanna Midtsundstad      | Vaaler IL            | 089,2        | 17:09,1  | +4:31,2   |
| 05.   | Ida Marie Hagen         | Hasslum IL           | 073,3        | 17:19,8  | +5:44,9   |
| 06.   | Mille Moen Flatla       | Hasslum IL           | 078,7        | 17:49,6  | +5:53,7   |
| 07.   | Oda Leiråmo             | Bossmo og Ytteren IL | 051,5        | 16:43,3  | +6:36,4   |
| 08.   | Mille Marie Hagen       | Hasslum IL           | 047,1        | 18:41,6  | +8:51,7   |
| 09.   | Thea Øihaugen           | Gausdal Skilag       | 052,2        | 19:10,0  | +9:00,1   |
| DNS   | Josefine Løken          | Askim IF             | 009,2        | DNS      | DNS       |
| DNS   | Mariell Østlie Gjendahl | Askim IF             | 000,0        | DNS      | DNS       |